# 業強科技
業強科技創立於1994年，成立初期主要專注於電子材料產品。該公司2002年3月19日於中華民國證券櫃檯買賣中心上櫃（股票代號：6124），並開始跨足其他電子產業領域。2003年成功將熱導技術應用於CPU及顯示卡之導熱及散熱，業強為全球熱導元件供應商之一。
業強目前股本約新台幣17億元，總部位於台北市，生產基地位於桃園市楊梅區（業強楊梅廠）及廣東省中山市（中山偉強科技有限公司）。業強熱導產品含桌上型電腦、筆記型電腦、伺服器、工作站之熱導管、Vapor Chamber、及Loop-Heat-Pipe，而電子材料產品含有鉛錫球、無鉛錫球、有鉛錫膏、無鉛錫膏、SMT Flux、以及半導體Flux。
2010年4月20日，台北地方法院依據台灣日光燈504名債權人的集體聲請，首度拍賣台灣日光燈的「旭光」商標抵償超過新台幣10億元的債務，業強科技以新台幣7500萬元得標。業強科技成立子公司「台灣新照明」經營旭光品牌。

## 外部連結
- 業強科技 （页面存档备份，存于） （繁體中文）